# Die Würghand
Die Würghand (conosciuto in Italia anche sotto il titolo Passioni e delitti) è un film del 1920, diretto da Cornelius Hintner, basato sulla tragedia Der Weibsteufel di Karl Schönherr.

## Trama
L'indigente fioraia Rose, incoraggiata anche dal suo uomo, Toni, altrettanto spiantato, per cercare di migliorare la situazione finanziaria di entrambi riesce a diventare l'amante di un ricco banchiere, Bergern, ma non disdegna – anzi, forse preferisce – concedersi anche al fatuo nipote del banchiere, il barone Edgar Stein.
Toni una notte penetra nella casa di Bergern - al momento assente per affari - dove, oltre alla servitù è presente già Rose, per derubarlo; ma il banchiere torna improvvisamente, inaspettato, e Toni, colto alla sprovvista ed avventatamente, gli spara, uccidendolo. Rose e Toni fuggono e lasciano la città per nascondersi – anche se Rose sarebbe stata considerata in seguito dagli investigatori probabilmente vittima a sua volta di omicidio - in un paesino di montagna non lontano dal confine, dove si fanno passare per fratello e sorella.
Per quanto Rose sia ora risentita con Toni, perché a causa del suo gesto inconsulto è ora costretta a fare a meno della vita agiata alla quale andava abituandosi, inizialmente lo aiuta nell'attività di contrabbandiere che ora l'uomo ha intrapreso: riesce infatti ad ammaliare gli agenti doganali del luogo – ed uno in particolare è il suo preferito – e a distoglierli dal loro dovere di sgominare la banda di Toni. Il doganiere, severamente ammonito dal suo capitano, non tarda a rendersi conto del deleterio lavorio manipolatorio della donna, e tronca i rapporti con lei, che, fra sé e sé, giura vendetta.
Rose - anche perché nel frattempo ha conosciuto Hannes Hartung, facoltoso viticoltore della zona - decide infine di abbandonare anche Toni al suo destino, smettendo l'azione di sabotaggio presso i doganieri, che riescono in tal modo a catturare i contrabbandieri: nello scontro a fuoco perdono la vita sia il doganiere che Toni. L'azione seduttiva della donna, ancora una volta, ha successo: dopo poche settimane Rose e Hannes sono moglie e marito, nonostante la ferma opposizione che il padre di lui – appassionato bevitore del vino da lui prodotto - sostiene prima di venir colpito da un ictus che lo rende paralizzato e privo della parola per quanto in pieno possesso delle facoltà mentali. I medici riferiscono che un forte shock potrebbe riportare alla normalità il suocero di Rose, che ora vive con lei in reciproca muta inimicizia.
A proposito della famiglia Hartung, del resto molto stimata nel paesino, circolavano molte leggende. Ogni esponente della famiglia era dotato di una forza portentosa: Hartung padre, diversi decenni prima, avendo sorpreso un ubriaco attentare all'incolumità della propria giovane moglie, e l'avrebbe strangolato a morte con una sola mano se la servitù non fosse intervenuta in tempo; prima ancora, un antenato degli Hartung aveva ucciso la moglie infedele strangolandola. Da cui il soprannome poco lusinghiero, ma affibbiato senza malizia, degli Hartung: gli "strangolatori".
Scherzo del destino, il barone Edgar Stein, ora erede del defunto zio Bergern, è il nuovo proprietario del castello nelle vicinanze del borgo montano, (ed è totalmente indifferente alla vicenda dell'assassinio dello zio, evidentemente). Rose lo viene a sapere, lo incontra, in entrambi rinascono le dolci reminiscenze del passato – senza considerare il fatto che un aristocratico straricco è pur sempre meglio di un abbiente vignaiolo -: Edgar propone alla donna di fuggire con lui in città, dovre potrà vivere in estrema agiatezza. Ma Rose è ora una donna sposata. Come fare? Come liberarsi del marito? Come potrebbe essere possibile sfuggire all'ira degli "strangolatori"?
Semplice: un giorno in cui Hannes era assente, Jakob, un lavorante dell'azienda agricola, scende in cantina per prendere del vino per Hartung padre; e le vecchie scale di legno, ripidissime, malmesse e al buio, cedono: Jakob cade a capofitto e si salva per miracolo, e, dovendo assentarsi, raccomanda a Rose di riferire subito ad Hannes, al suo ritorno, dell'incidente. Chiunque si fosse avventurato in cantina, altrimenti, sarebbe stato soggetto a morte certa. Hartung padre sente tutto, allarmato, ed il suo aspetto comincia ad alterarsi.
Rose naturalmente tace mentre Hannes torna, va in cantina e cade. Hartung padre, per lo shock, riesce ad alzarsi e strangola Rose.  

## Produzione
Carmen Cartellieri, insieme al marito Emanuel von Teschenbruck e al regista Cornelius Hintner, altoatesino, ha fondato nel 1920 la casa di produzione cinematografica Cartellieri-Film, che secondo alcune fonti è responsabile della produzione di Die Würghand, mentre secondo altre la produzione è da ascrivere alla Pax-Film di Vienna.
Una copia della pellicola, della lunghezza di 1718 metri, è conservata presso il FAA (Filmarchiv Austria) di Vienna, che ne ha realizzato un restauro nel 1999 con il metodo Desmet; un successivo restauro è stato eseguito dalla Cineteca di Bologna nel 2000.

## Distribuzione
In Germania il film è stato distribuito col titolo Der Weibsteufel, mentre ii correnti titoli inglesi sono The Hand of the Devil e The Strangling Hand.
Un'edizione in VHS/DVD di Die Würghand, con il titolo Passioni e delitti, basata sul restauro eseguito nel 2000 presso la Cineteca di Bologna, è uscita nello stesso anno per il Centro Audiovisivi della provincia di Bolzano, con un commento sonoro di Antonio Coppola.
Un'edizione in DVD del film è uscita a cura di Karl Wratschko, che ha curato il restauro della pellicola, per la Film Archiv Austria, corredata di una colonna sonora realizzata da Juergen Berlakovich e Ulrich Troyer.
Il film è attualmente visionabile su YouTube.